# Palau de Cerro Castillo
El Palau Presidencial de Cerro Castillo, a la ciutat de Viña del Mar, a la Regió de Valparaíso a l'estat de Xile, és la residència de descans del President de la República de Xile, i seu alternativa al Palau de La Moneda. Es fa servir en temporades estivals i caps de setmana, així doncs, S'hi organitzen reunions ministerials i diplomàtiques. L'edifici adquireix especial importància, com que és el lloc usual on el president electe «Vetlla les armes» a l'interior del palau la nit del 10 de març, abans de ser proclamat president de Xile a l'edifici del Congrés Nacional, a la veïna ciutat de Valparaíso. Per aquesta raó i des del trasllat de la seu del poder legislatiu a Valparaíso, és el centre de reunió del president amb els parlamentaris. També és comú que el president s'hi allotgi abans del tradicional discurs del 21 de maig.
Va ser construït al turó de Cerro Castillo, al terreny on hi havia l'antic Fuerte Callao, que va ser cedit al fisc per l'Armada Nacional. L'obra va ser executat per l'aleshores Direcció General d'Obres Públiques, avui Ministeri d'Obres Públiques, en coordinació amb la Junta probalneari de la Ciutat Jardí.
Els arquitectes Luis Browne Fernández i Manuel Valenzuela González van dissenyar els plans de la Casa Presidencial, la porteria i el parcamb piscina. Fou aprovat i construït durant el govern del President Carlos Ibáñez del Campo entre els anys 1929 i 1930. És troba a mig camí de la ruta que uneix el port de Valparaíso amb la ciutat residencial de Viña del Mar. S'erigeix sobre el cim homònim i la l'estil neomedieval dona un aire de rellevància al conjunt. Al voltant hi ha un gran parc des d'on es domina el port. Del Fuerte Callao es van conservar els canons que avui adornen els jardins i el nom del carrer, es van remodelar els gran murs de dos metres d'amplada, dos polvorins i un casalot.
Amb una inversió pròxima als tres milions de pesos de l'època, l'edifici va ser entregat al Govern de Xile el gener de 1930. La premsa del moment el va qualificar com un dels edificis més sumptuosos i de millor gust arquitectònic de Sud-amèrica. Era vist com un exponent de progrés del país, per que s'hi van fer servir fusta i altres materials «nacionals».
Actualment, el palau està administrat per la Presidència de la República. Amb el pas del temps, va patir unes modificacions, d'acord amb els requeriments dels diferents mandataris.
La construcció del Palau va rebre crítiques de l'opinió pública opositora del seu temps, principalment pel seu gran luxe i per ser "exageradament car". Per això, presidents com Jorge Alessandri o Salvador Allende; no hi van residir molt al Palau de Cerro Castillo. Precisament aquest últim, va utilitzar la mansió per a rebre autoritats estrangeres i per passar-hi alguns caps de setmana, però sobretot, eren coneguts els estiuejos dels nens pobres al palau, on aprofitaven la piscina i els animals (entre els que es conta una Tortuga Galápagos donada pel Govern de l'Ecuador).
Com a forma protocolar, sempre que el President es troba al palau, la bandera de Xile ondeja a l'entrada principal.